# Bad Banks/Episodenliste
Diese Episodenliste enthält alle Episoden der deutsch-luxemburgischen Fernsehserie Bad Banks. Die Liste ist nach der offiziellen Episodennumerierung sortiert. Die Fernsehserie umfasst derzeit zwei Staffeln mit jeweils 6 Episoden.

## Staffel 1
| Nr. (ges.) | Nr. (St.) | Originaltitel        | Erstveröffentlichung D | Regie               | Drehbuch                                  |
| --- | --------- | -------------------- | ---------------------- | ------------------- | ----------------------------------------- |
| 1 | 1         | Die Kündigung        | 21. Feb. 2018          | Christian Schwochow | Oliver Kienle, Jana Burbach und Jan Galli |
| Die 25-jährige Investmentbankerin Jana Liekam arbeitet als Strukturiererin bei der Investmentbank „Crédit International Financial Group“ (kurz Crédit International) in Luxemburg. Sie ist die Assistentin von Luc Jacoby, dem Sohn des Vorstandsvorsitzenden der Crédit International, Ties Jacoby. Während eines Termins bei einem potentiellen Investor übernimmt Jana die Verhandlungsführung von Luc für ein von ihr strukturiertes Finanzprodukt, einen Cat Bond. Der arrogante Luc nimmt ihr das übel und Jana wird bei der Rückkehr gekündigt. Bevor sie herausbegleitet werden kann, stellt Jana die Investment-Chefin und ihre Abteilungsleiterin Christelle Leblanc zur Rede, die ihr darauf heimlich hilft und Jana eine Stelle bei der „Deutschen Global Invest“ in Frankfurt vermittelt. Investment-Chef Gabriel Fenger stellt sie zur Probe ein und gibt ihr ein Team zur Seite, damit sie ihr ehemaliges Produkt von der Crédit International bei der Deutschen Global Invest nachbaut und an die Kunden der Crédit International verkauft („closed“, eine bestimmte Anzahl Investoren findet). Mit der Hilfe von Christelle und durch die geschickte Beeinflussung des letzten potentiellen Kunden von Luc kann Jana ihr Ziel erreichen. Kurz bevor dies bekannt wird, will Gabriel ihr kündigen. Während des Kündigungsgesprächs kommt Adam Pohl, eines ihrer Teammitglieder, ins Büro geplatzt und verkündet, dass alle Kunden bei der Crédit International abspringen und das Produkt der Deutschen Global Invest kaufen wollen. Gabriel beglückwünscht Jana zur neuen Stelle. Christelle erscheint bei Jana zuhause, weil sie will, dass Jana und sie in Zukunft zusammenarbeiten. |           |                      |                        |                     |                                           |
| 2 | 2         | Folge dem Schrott    | 21. Feb. 2018          | Christian Schwochow | Oliver Kienle, Jana Burbach und Jan Galli |
| Christelle Leblanc, die Investmentchefin der Crédit International, vermutet, dass die Deutsche Global Invest ihre Bilanz manipuliert. Sie versorgt Jana mit Insiderinformationen über die vorgezogene, milliardenschwere Finanzierung des Stadtentwicklungsprojekts „Leipzig 2025“, verlangt aber im Gegenzug von Jana Informationen zu der Bilanzfälschung bei der Deutschen Global Invest. Jana hat Gewissensbisse und erteilt Christelle eine Absage. Als Gabriel von Jana wissen will, welche Deals sie als Nächstes plant, präsentiert sie ihm nun die vorgezogene Leipzig-2025-Finanzierung. Janas Team und insbesondere Thao Hoang unterstützen sie bei der Ausarbeitung des Deals nicht. Christelle hat erfahren, dass Jana die Finanzierung nun doch durchführt, und verlangt im Gegenzug die Insiderinformationen. Gabriel Fenger setzt unter Zeitdruck seine Unterschrift unter Verträge, mit denen toxische Wertpapiere mit der Bezeichnung „Quaestus“ an eine geheime Tochtergesellschaft der Deutschen Global Invest mit dem Namen „Silver Mountain Hedge Fund“ verkauft werden. Diese erscheinen nicht mehr in der Bilanz der Bank. Jana geht mit Thao und einigen Kollegen feiern, wobei sie versucht, mehr über Quaestus herauszufinden. Es gelingt ihr, Thao auf ihre Seite zu ziehen, und das Team arbeitet gemeinsam an der Finanzierung für Leipzig. Jana stellt die Finanzierung alleine dem Leipziger Oberbürgermeister Peter Schultheiß vor und willigt gegen die Order von Gabriel Fenger ein, das Angebot innerhalb von vier Wochen abzuschließen. Gabriel Fenger findet heraus, dass er von Quirin Sydow und Robert Khano hintergangen wurde, als er den Verkauf von Quaestus unterschrieben hat. Gabriel spricht auf der Hauptversammlung, entgegen der Order des Vorstandsvorsitzenden der Deutschen Global Invest, Robert Khano, über eine risikoreichere Strategie im Investmentbanking. Den Aktionären gefällt diese Strategie und der Aktienkurs steigt. Christelle will Jana sehen, aber Jana bricht kurz vor dem Hotelzimmer von Christelle zusammen. |           |                      |                        |                     |                                           |
| 3 | 3         | Der Mann aus London  | 22. Feb. 2018          | Christian Schwochow | Oliver Kienle, Jana Burbach und Jan Galli |
| Jana erzählt Christelle von der Bilanzfälschung bei der Deutschen Global Invest durch den Verkauf von Quaestus an eine heimliche Tochtergesellschaft (eine Bad Bank). Jana leitet das Projektteam von Leipzig 2025, welches in nur vier Wochen geclosed werden muss. Alle Teammitglieder, darunter auch Thao und Adam, arbeiten unter Hochdruck an dem Projekt. Luc ertränkt seinen Frust in Alkohol und verabredet sich mit der Barkeeperin Grazyna. Der Handlanger von Christelle reist nach Bahrain, um den Firmensitz des Silver Mountain Hedge Funds zu begutachten. Er stellt fest, dass es sich um eine Briefkastenfirma handelt, was er Christelle sogleich mitteilt. Jana fängt an, Christelles Interesse an der Bilanzfälschung zu hinterfragen. Peter Schultheiß, der Oberbürgermeister von Leipzig, leidet zunehmend an seiner Krankheit (Lymphknotenkrebs). Seine Frau möchte, dass er sich mehr Ruhe gönnt, doch Schultheiß will Leipzig 2025 so schnell wie möglich abschließen, um sich damit ein Denkmal zu setzen. Ein alter Freund von Adam, der mittlerweile erfolgreicher Hedgefonds-Manager ist, erpresst Adam mit freizügigen Partybildern um bessere Konditionen für die Kredite von Leipzig 2025. Fenger verbietet jedoch die Bevorzugung, woraufhin der Hedgefonds-Manager die Bilder an Adams Frau sendet, die Adam daraufhin aus der gemeinsamen Wohnung wirft und die Beziehung beendet. Jana entwendet das Smartphone eines Arbeitskollegen und schickt die Urkunde des Verkaufs von Quaestus an Silver Mountain an ihren E-Mail-Account. Christelle kontaktiert Felix Bender von der UK Royal Fin und überzeugt ihn, die Risikotranche von Leipzig 2025 zu kaufen. Felix Bender, Jana und Adam besuchen einen Stripclub. Jana lässt Adam Chili, gegen das er allergisch ist, in einen Shot mixen, lässt ihn alleine zurück und geht mit Felix Bender, der seine Homosexualität versteckt, in einen Schwulenclub. Auf dem Rückweg sieht Jana, wie sich Ties Jacoby und Robert Khano nach einem Treffen verabschieden und vermutet, dass die Deutsche Global Invest und Crédit International eine Fusion planen. |           |                      |                        |                     |                                           |
| 4 | 4         | Alte Schulden        | 22. Feb. 2018          | Christian Schwochow | Oliver Kienle, Jana Burbach und Jan Galli |
| Nachdem Adam von seiner Freundin aus der gemeinsamen Wohnung geworfen wurde, bedroht er Jana im Büro. Fenger bekommt dies mit und lässt Adam bei der Deutschen Global Invest rauswerfen. Christelle fordert Jana auf, ihr die Verkaufsdokumente von Quaestus zu übergeben. Jana vermutet, dass die Crédit International und die Deutsche Global Invest fusionieren wollen. Christelle und Fenger würden jedoch nach der Fusion um denselben Posten als Investmentchef konkurrieren. Jana nimmt an, dass Christelle Fenger durch das Bekanntwerden der Bilanzfälschung, die von ihm unwissentlich abgesegnet wurde, diskreditieren will, damit sie die neue Investmentchefin wird. Jana weigert sich, Christelle die Dokumente zu übergeben, weil die Veröffentlichung einen deutlich größeren Schaden anrichten würde, als nur Fenger zu diskreditieren. Jana hat Sympathien für Fenger. Der Handlanger von Christelle ruft beim Silver Mountain Hedge Fund an, und fragt sehr direkt nach, ob Silver Mountain ein Tochterunternehmen der Deutschen Global Invest ist. Als Sydow, der Finanzvorstand der Deutschen Global Invest, davon erfährt, beunruhigt ihn das sehr, weil es scheint, als wisse jemand von der Bilanzfälschung. Fenger lädt Jana in seine Wohnung ein und versucht sie zu küssen, was Jana aber nicht zulässt. Quirin Sydow findet heraus, dass es Jana war, die die Dokumente von Quaestus entwendet hat. Er stellt Fenger zur Rede. Dieser weigert sich, Jana zu feuern, weil sie seine beste Mitarbeiterin ist. Fenger fragt Jana, was sie gemacht hat. Sie erzählt ihm, dass Christelle die Informationen von ihr haben will und dass die Deutsche Global Invest und Crédit International eine Fusion vorbereiten. Luc offenbart Jana, dass nicht er es war, der ihre Kündigung veranlasst hat. Jana schöpft den Verdacht, dass es Christelle sein muss, die ihre Kündigung eingeleitet hat, um sie von der Crédit International zur Deutschen Global Invest zu schleusen. Sydow wird beim Essen von Peter Richard, einem Mitarbeiter der deutschen Finanzaufsicht, um einen Termin bezüglich Unregelmäßigkeiten bei Finanzgeschäften gebeten. Jana bittet Luc um seine Mithilfe, damit sie das Projekt Leipzig 2025 erfolgreich abschließen kann. Jana fährt zu Christelle nach Hause und fragt sie, warum sie gefeuert wurde. Christelle erzählt Jana, sie habe sie feuern lassen, um bei der Deutschen Global Invest anfangen und belastbares Material über Fenger sammeln zu können. Christelle ist jedes Mittel recht, um nach der Fusion die Position der Investmentchefin zu erhalten. Nach dem Gespräch stellt sich heraus, dass Jana das ganze Gespräch mit Christelle heimlich gefilmt hat und sie mit den Aufnahmen erpressen kann. Christelle plant mit ihrem Handlanger, Jana umbringen zu lassen, doch er kann Christelle von dieser Idee abbringen. |           |                      |                        |                     |                                           |
| 5 | 5         | Die härteste Währung | 22. Feb. 2018          | Christian Schwochow | Oliver Kienle, Jana Burbach und Jan Galli |
| Christelle trifft sich mit Ties Jacoby. Sie sprechen über die geplante Fusion der Crédit International und der Deutschen Global Invest. Christelle teilt ihm mit, dass die Bilanzen der Deutschen Global Invest gefälscht sind. Ties zweifelt an ihren Behauptungen, denn Christelle kann diese noch nicht belegen, da Jana ihr die Belege noch nicht gegeben hat. Jana und ihr Team arbeiten mit Hochdruck am Closing von Leipzig 2025. Auch Luc konnte sie in ihr Team bei der Deutschen Global Invest holen, doch er ist nur wenig motiviert. Jana stellt Luc zur Rede, warum er nicht am Projekt mitarbeiten will. Luc berichtet ihr, dass er von seinem Vater erfahren hat, dass hauptsächlich er und Jana, aber auch das restliche Leipzig-Team nach dem Closing gefeuert werden sollen. Jana teilt ihm mit, dass sie das Projekt trotzdem erfolgreich bis zum Ende führen will und kann Luc zur enthusiastischen Mitarbeit überzeugen. Fenger spricht mit Khano, dem Vorstandsvorsitzenden der Deutschen Global Invest, über die Fusion. Fenger offenbart seine Enttäuschung über die Fusionsverhandlungen, die hinter seinem Rücken geführt werden. Khano erklärt ihm, dass in zehn Jahren alle Banken in Europa fusioniert haben werden und sie es bevorzugen, jetzt mit einer soliden Bank zu fusionieren, anstatt in Zukunft mit einer kranken. Er fordert Fenger auf, die Fusion zu 100 Prozent zu unterstützen und nach deren erfolgreichem Abschluss Jana und Luc zu entlassen. Peter Schultheiß leidet zunehmend unter seiner Krankheit. Jana verkündet Adam ihre Idee, die Belege über Quaestus über eine Whistleblowing-Plattform zu veröffentlichen und durch Insiderhandel an dem dadurch ausgelösten Kursverlust zu profitieren. Die beiden fliegen nach London zu Felix. Er wird über seinen Hedgefonds die Shortpositionen eingehen, von der auch Jana und Adam profitieren werden. Peter Richard von der deutschen Finanzaufsicht fordert Sydow abermals auf, ihm Unterlagen zur Quaestus-Transaktion zu geben. Richard will die Dokumente bei Sydow zuhause abholen, doch der versucht ihn mit einer Escortdame zu bestechen. Richard lehnt ab und fährt empört davon. Davor fragt Sydow ihn allerdings noch, woher der Tipp zu Quaestus kam. Sydow taucht bei Jana zuhause auf und fordert sie aggressiv auf, zu sagen, warum sie versucht hat, Dokumente aus dem Rechenzentrum herunterzuladen. Sie täuscht durch ein listiges Schauspiel einen Nervenzusammenbruch vor und Sydow geht. Jana und ihr Team können Leipzig 2025 knapp einen Tag vor Ablauf der Deadline erfolgreich closen. Felix geht mit seinem Hedgefonds die Shortposition ein, während Jana bei der Deutschen Global Invest kündigt. Sie lädt die Urkunden von Quaestus auf einer Whistleblowing-Plattform hoch. Jana will sich mit Adam treffen, wird jedoch auf dem Weg dorthin brutal überfallen und ausgeraubt. Auch bei Jana zuhause wurde eingebrochen. Während beim Überfall Janas Handy gestohlen wurde, fehlen in der Wohnung mehrere USB-Sticks. Auf dem Handy und den USB-Sticks waren die Aufnahmen enthalten, die Jana von Christelle gemacht hat. Die geleakten Dokumente werden publik. Alle Käufer springen von den Krediten zur Finanzierung von Leipzig 2025 ab. Man fürchtet eine Pleite der Deutschen Global Invest. |           |                      |                        |                     |                                           |
| 6 | 6         | Die Höhle des Löwen  | 22. Feb. 2018          | Christian Schwochow | Oliver Kienle, Jana Burbach und Jan Galli |
| Die Aktie der Deutschen Global Invest verliert massiv an Wert. Bei einer Pleite der Deutschen Global Invest wären bis zu 14 weitere der wichtigsten Finanzinstitute der Welt von einer Pleite bedroht. Sydow plant aufgrund der Krise Suizid zu begehen. Kurz bevor er diesen jedoch durchführen kann, klingelt Peter Richard von der Finanzaufsicht an seiner Haustür. Es stellt sich heraus, dass die Deutsche Global Invest tatsächlich zahlungsunfähig ist und Deutschland vor einer neuen Finanzkrise steht. Die Videoaufnahmen von Janas Gespräch mit Christelle waren entweder auf dem entwendeten Handy oder wurden in der Cloud gelöscht. Jana hat noch einen USB-Stick mit dem Video in der Zentrale der Deutschen Global Invest versteckt. Mit Lucs Hilfe gelangt Jana dort in die Zentrale und sucht ihren USB-Stick, doch er ist nicht mehr da. Der deutsche Bundesfinanzminister Volker Lemgo will die Vorstände von Crédit International und Deutsche Global Invest vorladen lassen, um über eine Zwangsfusion zu verhandeln. Der Leipziger Oberbürgermeister Peter Schultheiß verschwindet spurlos, nachdem es zu einem Finanzierungsstopp bei Leipzig 2025 kommt. Adam und Jana fliegen nach London zu Felix Bender. Sein Hedgefonds hat durch den Kursverlust der Deutsche Global Invest-Aktien rund 100 Millionen Euro verdient. Jana und Adam haben durch das Insidertrading jeweils zwei Millionen Euro verdient. Das Geld befindet sich auf Konten einer Bank auf den Virgin Islands. Sydow lässt Fenger zu einem Gespräch zu sich nach Hause kommen. Sydow ist betrunken und provoziert Fenger mit abfälligen Äußerungen über eine verstorbene Mitarbeiterin und Geliebte. In einem Wutanfall verprügelt Fenger Sydow brutal. Jana trifft auf Fenger, der betrunken auf einer Parkbank sitzt. Sie nimmt ihn mit zu sich nach Hause und die beiden schlafen miteinander. Fenger wird von der Polizei befragt, warum er Sydow verprügelt hat. Fenger sagt aus, dass er es wegen einer verstorbenen Kollegin getan hat, doch man unterstellt ihm, Sydow wegen der Bilanzmanipulation verprügelt zu haben. Sydow hingegen sagt aus, dass Fenger ihn gezwungen habe, den Verkauf von Quaestus durchzuführen. Christelle soll die neue Investmentchefin nach der Fusion werden. Als Fenger wieder in seiner Wohnung angekommen ist, ruft er am Abend betrunken bei Sydow an und droht, ihn umzubringen, sobald er aus dem Gefängnis entlassen worden sei. Jana, Adam und Thao treffen sich privat. Die Drei treffen die Vereinbarung, immer loyal zueinander bleiben zu wollen. Adam und Jana offenbaren dabei gegenüber Thao den Insiderhandel. Die Vorstände der Crédit International und Deutsche Global Invest treffen sich mit dem Finanzminister. Lemgo wolle der Fusion der Crédit International und Deutschen Global Invest erst zustimmen, wenn die Crédit International die Deutsche Global Invest zu den alten Konditionen kaufe. Christelle hingegen fordert eine Unterstützung der nun wirtschaftlich unrentablen Fusion durch staatliche Subventionen und spekuliert auf ein Entgegenkommen des Finanzministers je länger die Verhandlungen dauern. Nachdem Lemgo im Laufe der Nacht des Treffens immer erschöpfter und verzweifelter wirkt, verkündet er am nächsten Morgen in einer Pressekonferenz die erfolgreiche Aushandlung der Fusion. Genauere Details der Fusion werden nicht verkündet. Am selben Morgen wird unterdessen Fenger verhaftet und Christelle bezieht ihr neues Büro. Dort wird sie von Jana aufgesucht, um sich bei dem neu fusionierten Unternehmen zu bewerben. Jana fordert allerdings, dass ihr altes Team, darunter Adam, Thao und Luc, auch wieder angestellt wird. Jana bietet Christelle an, ihr zu helfen, in den Vorstand zu kommen. Adam, Jana und Thao treffen sich und besprechen die nächsten Schritte. Nachdem sie sich ihre Jobs zurückgeholt haben, wollen sie Christelle so lange wie möglich ausnutzen und dann dafür sorgen, dass sie ins Gefängnis kommt. Peter Schultheiß und seine Frau reisen mit ihrem Wohnmobil durch Italien. Bei einer Pause an einem Kiosk bricht Schultheiß zusammen und stirbt vermutlich. |           |                      |                        |                     |                                           |

## Staffel 2
| Nr. (ges.) | Nr. (St.) | Originaltitel                                | Erstveröffentlichung D | Regie            | Drehbuch      |
| --- | --------- | -------------------------------------------- | ---------------------- | ---------------- | ------------- |
| 7 | 1         | Schöne neue Welt                             | 30. Jan. 2020          | Christian Zübert | Oliver Kienle |
| Die Finanzkrise, während der die Deutsche Global Invest (DGI) vom Staat gerettet werden musste, liegt ein halbes Jahr zurück. Jana, Adam und Thao wechseln von ihrem Arbeitsplatz bei der Deutschen Global Invest in Frankfurt zum Start-Up-Inkubator der DGI nach Berlin und bauen eine geschäftliche Beziehung zum Finanz-Start-Up „GreenWallet“ auf. |           |                                              |                        |                  |               |
| 8 | 2         | Bankensterben (ZDF) / Der neue Gegner (Arte) | 30. Jan. 2020          | Christian Zübert | Oliver Kienle |
| 9 | 3         | Kollateralschaden                            | 30. Jan. 2020          | Christian Zübert | Oliver Kienle |
| 10 | 4         | Die Gewinner von heute                       | 30. Jan. 2020          | Christian Zübert | Oliver Kienle |
| 11 | 5         | Paranoia (ZDF) / Dunkelheit (Arte)           | 30. Jan. 2020          | Christian Zübert | Oliver Kienle |
| 12 | 6         | Long live the Queen                          | 30. Jan. 2020          | Christian Zübert | Oliver Kienle |